# Гурий (Буртасовский)
Епископ Гурий (в миру Сергей Васильевич Буртасовский; 30 июня 1845, село Буртасы, Свияжский уезд, Казанская губерния — 5 января 1907, Симбирск) — епископ Русской православной церкви, епископ Симбирский и Сызранский.

## Биография
Родился 30 июня 1845 года в семье диакона.
Окончил Казанское духовное училище. В 1868 году окончил Казанскую духовную семинарию и поступил в Казанскую духовную академию.
16 марта 1871 года, во время обучения в академии, пострижен в монашество.
4 июня 1872 года рукоположён в сан иеромонаха.
16 июня 1872 года окончил академию со степенью кандидата богословия со степенью кандидата богословия за сочинение «Современный вопрос о благотворительности и его решение по духу христианства».
16 мая 1872 года стал преподавателем богословских наук в Иркутской духовной семинарии.
С 1873 года занимался миссионерской деятельностью, путешествовал по Дальнему Востоку, крестил бурят, основывал миссионерские станы.
23 ноября 1877 года переведён на должность смотрителя Иркутского духовного училища.
14 января 1879 года возведён в сан архимандрита.
12 сентября 1880 года назначен начальником Иркутской духовной миссии и настоятелем Ниловой пустыни в Иркутском округе Иркутской губернии.
30 декабря этого же года, как опытный в духовно-просветительской деятельности, переводится на должность исполняющего обязанности ректора Благовещенской духовной семинарии. С 8 февраля 1885 года — ректор Благовещенской семинарии.
22 июля 1885 года хиротонисан во епископа Камчатского, Курильского и Благовещенского.
Продолжал длительные поездки по региону, считал неудовлетворительными существующие миссионерские школы при станах и вместо них предлагал устроить в Хабаровске общую школу для детей разных национальностей с 2-годичным обучением по программе церковно-приходских школ. Эти предложения вызвали резкую критику известного миссионера и просветителя Николая Ильминского (его учителя в академии), полагавшего, что «принудительное разлучение на долгое время» учеников с родными, обучение на неродном языке приведут к отрицательным результатам.
24 октября 1892 года епископ Гурий получил в управление Самарскую и Ставропольскую епархию.
В 1894 году завершил 25-летнее строительство Воскресенского кафедрального собора.
На Самарской кафедре занимался миссионерской деятельностью уже по системе Ильминского. Вводил должности епархиального и окружных миссионеров, активно внедрял богослужения на инородческих языках, по его настоянию семинаристы стали изучать мордовские и чувашские языки для проповеди в сельской местности.
Придавал большое значение единоверию, первым из Самарских архиереев стал служить в единоверческих храмах. Благодаря такой заботе о единоверии число единоверцев возросло.
Заботился о духовно-учебных заведениях, при нём было открыто множество церковно-приходских школ. В них он вводил ввел в них преподавание рисования, медицины, поощрял уроки музыки и пения.
Во внимание ко всем его миссионерским трудам он в 1902 году был избран почётным членом Казанской духовной академии.
По его инициативе была учреждена касса взаимопомощи епархиального духовенства. Оказывал материальную поддержку сиротам и вдовам.
23 апреля 1904 года был назначен епископом Симбирским и Сызранским.
Остро переживал революционные события 1905—1907 годов.
Скончался 5 января 1907 года в Симбирске. Был похоронен в склепе Знаменского придела Николаевского собора в Симбирске.

## Награды
- Орден святой Анны 2-й и 1-й степеней
- Орден святого Владимира 3-й и 2-й степеней

## Сочинения
- Дополнительные лекции по догматическому богословию. Иркутск, 1874;
- Основное богословие. Иркутск, 1876;
- Первое моё знакомство с деятельностью Иркутской духовной миссии: (Дорожные заметки нового начальника Иркутской отд. миссии) // Иркутские ЕВ. 1880. № 47-50 (отд. отт.: Иркутск, 1880);
- Православный ответ сектанту, мнящемуся быти мудрым о Христе. Благовещенск, 1891;
- Высокое достоинство, спасительность и значение церковного Православия для истинно-человеческой жизни, в противоположность сектантству // Самарские епархиальные ведомости. 1894. № 4-5 (отд. отт.: Самара, 1894);
- Архипастырское вразумление хлыстовских лжеучителей // Самарские епархиальные ведомости. 1899. № 2. С. 1-4;
- Руководственные указания миссионерам // Православный благовестник. 1899. № 17.